# Robert Emmet Odlum
Robert Emmet Odlum (Ogdensburg, 31 agosto 1851 – New York, 19 maggio 1885) è stato un nuotatore statunitense, famoso per essere stata la prima persona a saltare dal ponte di Brooklyn.

## Biografia
Nato nello stato di New York da persone di origini irlandesi (il suo stesso nome deriva da quello di Robert Emmet, un patriota irlandese), ebbe come sorella la famosa attivista per i diritti delle donne lavoratrici Charlotte Odlum Smith.
Dopo la morte del padre Richard a metà anni '50 il resto della famiglia viaggiò molto attraverso gli Stati Uniti nei due decenni successivi (prima andando a New Orleans, poi a New York City, Boston, Detroit, Mobile, Filadelfia, Memphis, Saint Louis, etc.).  

### IlNatatoriuma Washington D.C. (1878 - 1882)
Abile nel nuoto sin da bambino, nel 1878 si stabilì infine a Washington dove aprì una sua scuola di nuoto chiamata Natatorium, che ottenne un ottimo successo, tanto che la stagione di nuoto dell'aprile 1881 vide la partecipazione anche di Lucretia Garfield, in quel momento First Lady poiché moglie del presidente degli Stati Uniti James A. Garfield.
Fu amico di Matthew Webb, che per primo attraversò a nuoto la Manica senza aiuti nel 1875 e che nel 1883 tentò di nuotare attraverso il vortice ai piedi delle cascate del Niagara, morendovi. 
Dopo la chiusura del Natatorium per motivi finanziari, divenne istruttore di nuoto e bagnino a Fort Monroe, nel Virginia, continuando nel contempo a esibirsi in prodezze nautiche di vario tipo. 

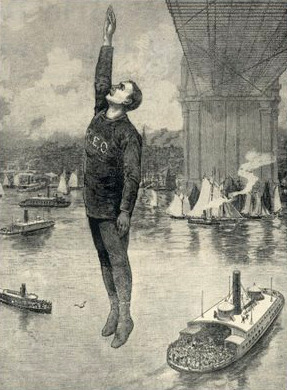
Illustrazione giornalistica del salto di Odlum.

### Il primo tuffo dal ponte di Brooklyn e la morte
Il ponte di Brooklyn a New York era stato aperto ufficialmente il 24 maggio 1883 e sin da subito era diventato un'attrazione turistica e un simbolo della città.
Il 19 maggio 1885 Odlum decise di provare a saltare dal ponte dritto in acqua, sia per dimostrare che le persone non morivano durante una caduta nel vuoto, sia per aiutare economicamente sua madre.
Quel giorno, dopo aver intrattenuto diversi ospiti famosi durante la mattina su un'imbarcazione dell'amico Paul Boyton (poi posizionata nel fiume vicino a dove sarebbe caduto lui, per soccorrerlo) ed essere stato in chiesa per confessarsi e ricevere la comunione, decise di pomeriggio di compiere il gesto, facendosi aiutare da due amici a depistare la polizia che era stata allertata del piano di Odlum stesso.
Alle 17:35 Odlum saltò dal ponte, venendo investito da un vento tale da cambiare la sua posizione iniziale e facendolo in parte roteare durante la caduta. Toccò l'acqua inclinato, con i piedi e la parte destra del torace. Subito soccorso dalla barca vicino e issatovi, chiese se il tuffo fosse stato soddisfacente e, alla vista del sangue che stava emettendo dalla bocca, cosa stesse emettendo, per poi tacere. Iniziò ad avere un'emorragia interna e morì alle 18:18.
L'autopsia rivelò che alcuni organi fossero stati schiacciati, alcune costole frantumate e che il polmone sinistro fosse in parte pieno di tubercolosi.

### Eventi successivi
La madre e la sorella accusarono l'amico Boyton per la morte di Odlum, ma egli negò ogni responsabilità, in un caso che divenne anche molto mediatico. Scriveranno quello stesso anno anche una biografia di lui.

#### Tentativi successivi di tuffo dal Ponte di Brooklyn
Quasi un anno dopo, il 23 luglio 1886, Steve Brodie affermò di aver tentato un salto dal ponte di Brooklyn, ma senza prove certe.
Larry Donovan, appena un mese dopo, sarebbe stato il primo sopravvissuto certo a effettuare un salto dal ponte, il 28 agosto 1886.

## Vita privata
Odlum non si sposò mai, vivendo gran parte della sua breve vita con la madre e la sorella.